# Nigma walckenaeri

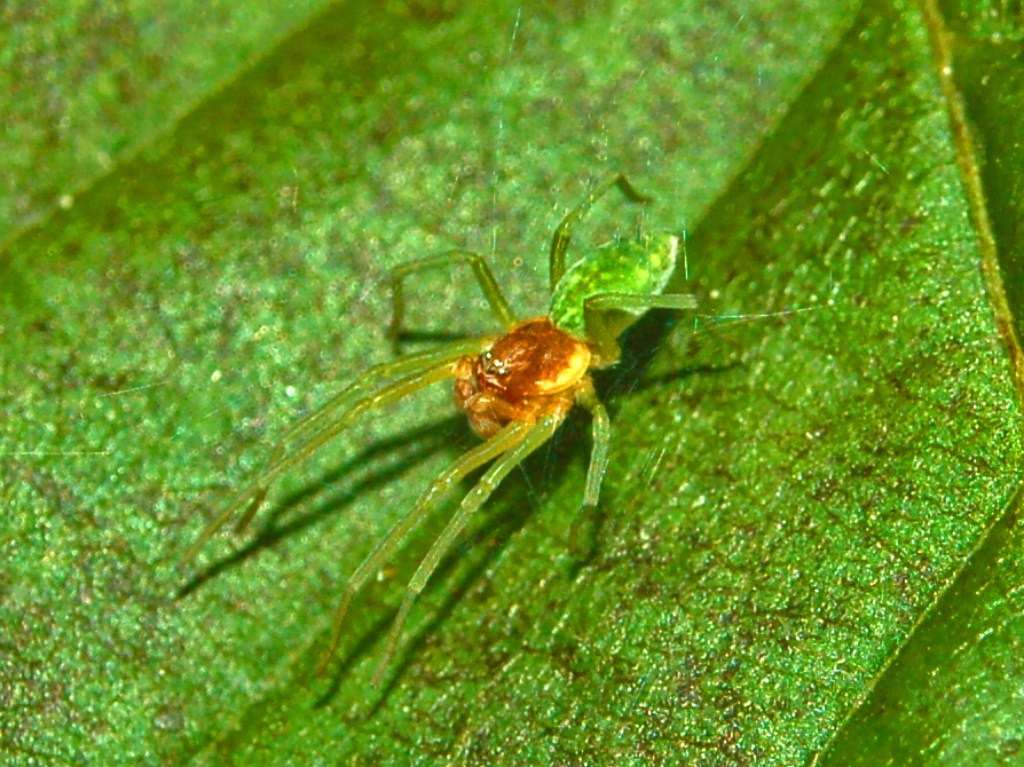
Nigma walckenaeri - male, side view

Nigma walckenaeri és una espècie d'aranya araneomorfa de la família dels dictínids (Dictynidae). És una aranya verda, cribel·lada que fa uns 5 mil·límetres; és la més gran de la família dels dictínids. Mentre la majoria del cos és un una mica groguenc, l'abdomen és d'un verd brillant, fet clarament distintiu d'aquesta espècie. El color verd el fa gairebé invisible en entorns vegetals.
L'espècie és anomenada així en honor de Charles Athanase Walckenaer. L'aranya es troba en la zona paleàrtica.

## Descripció
Els mascles tenen una regió de cap elevada. D'agost a octubre es poden veure en jardins o en parets, sovint en fulles grans com les dels lilars o vinyes silvestres. L'aranya caça insectes en la seva teranyina, de vegades preses més grosses que ella; la teranyina les construeix en la superfície de les fulles. La femella oculta el sac d'ous de 7 mm. en un lloc allunyat dels seu amagatall.